# Rabdophaga viminalis
Rabdophaga viminalis är en tvåvingeart som först beskrevs av John Obadiah Westwood 1847.  Rabdophaga viminalis ingår i släktet Rabdophaga och familjen gallmyggor. Inga underarter finns listade i Catalogue of Life.